# Pheucticus aureoventris
Pheucticus aureoventris е вид птица от семейство Cardinalidae.

## Разпространение
Видът е разпространен в Аржентина, Боливия, Бразилия, Венецуела, Еквадор, Колумбия, Парагвай и Перу.